# 巴爾根 (伯恩州)

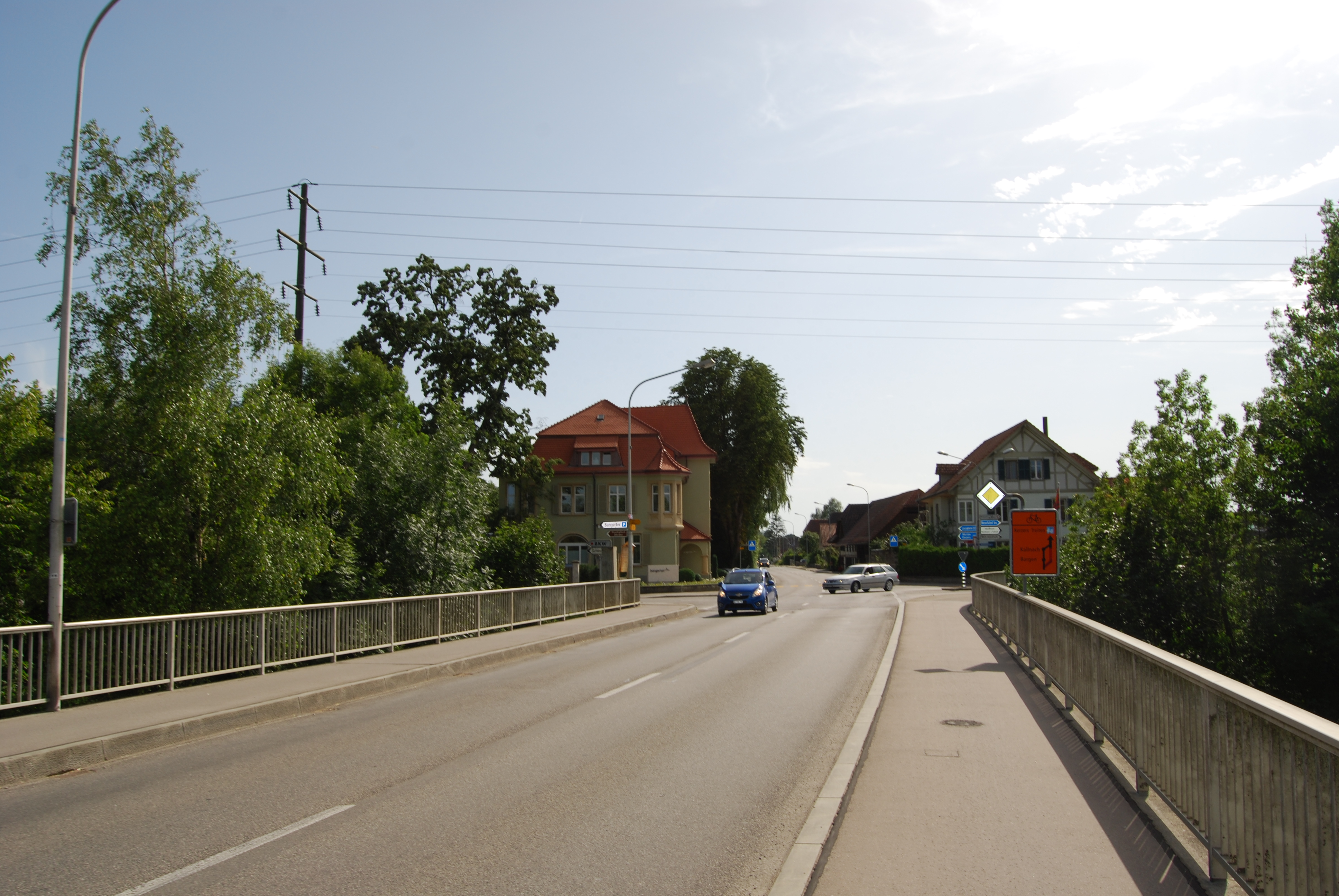

巴爾根（德語：Bargen）是瑞士的城鎮，位於該國中部，由伯恩州負責管轄，面積7.87平方公里，海拔高度448米，2011年人口993，八成人口信奉基督教，人口密度每平方公里126人。

## 外部連結
- Bargen - Official website （页面存档备份，存于） （德文）